# Latarnia morska Sõrve
Latarnia morska Sõrve – (est. Sõrve tuletorn) obecna latarnia została zbudowana w 1960 roku na południe od wsi Sääre, w gminie Torgu, położonej na południowo-wschodnim wybrzeżu wyspy Sarema na półwyspie Sõrve.   Na liście świateł nawigacyjnych Estonii - rejestrze Urzędu Transportu Morskiego (Veeteede Amet) w Tallinnie - ma numer 935.
Pierwsza latarnia morska na najbardziej wysuniętym na południe punkcie Saremy została wybudowana przez Gubernatora Inflant Gabriela Oxenstierna w 1646 roku. Latarnia została zbudowana na niewielkiej wysepce na końcu cypla, jednak po okresie sztormów zimowych okazało się, że nie jest to miejsce odpowiednie i w następnym roku latarnia została przeniesiona na stały ląd. Latarnia pozostawała w rękach prywatnych do 1737 roku. W 1770 roku zbudowano nową latarnię na planie kwadratu, którą w 1807 roku podwyższono i zmodernizowano. Latarnia została zniszczona w czasie walk w 1944 roku. W 1949 roku została zbudowana drewniana wieża, która służyła do 1960 roku, kiedy to zbudowano obecnie istniejącą wieżę latarni. Żelbetowa wieża na planie koła ma wysokość 52 metrów, dolna część jest pomalowana na biało, a górna na czarno.